# Sonkameer
Het Sonkameer, Zweeds: Sonkajärvi, is een meer in Zweden. Het meer ligt in de gemeente Kiruna ten zuidoosten van het Pysämeer, waarmee het door een beek wordt verbonden. De Europese weg 45 gaat tussen de meren door. Het water uit het Sonkameer stroomt door die beek naar het noorden het Pysämeer en verder de Pysärivier in. De oevers van het meer zijn niet duidelijk te onderscheiden, omdat er veel moeras om het meer ligt. 
afwatering: meer Sonkameer → meer Pysämeer → Pysärivier → Torne → Botnische Golf